# Xiuhtecuhtli

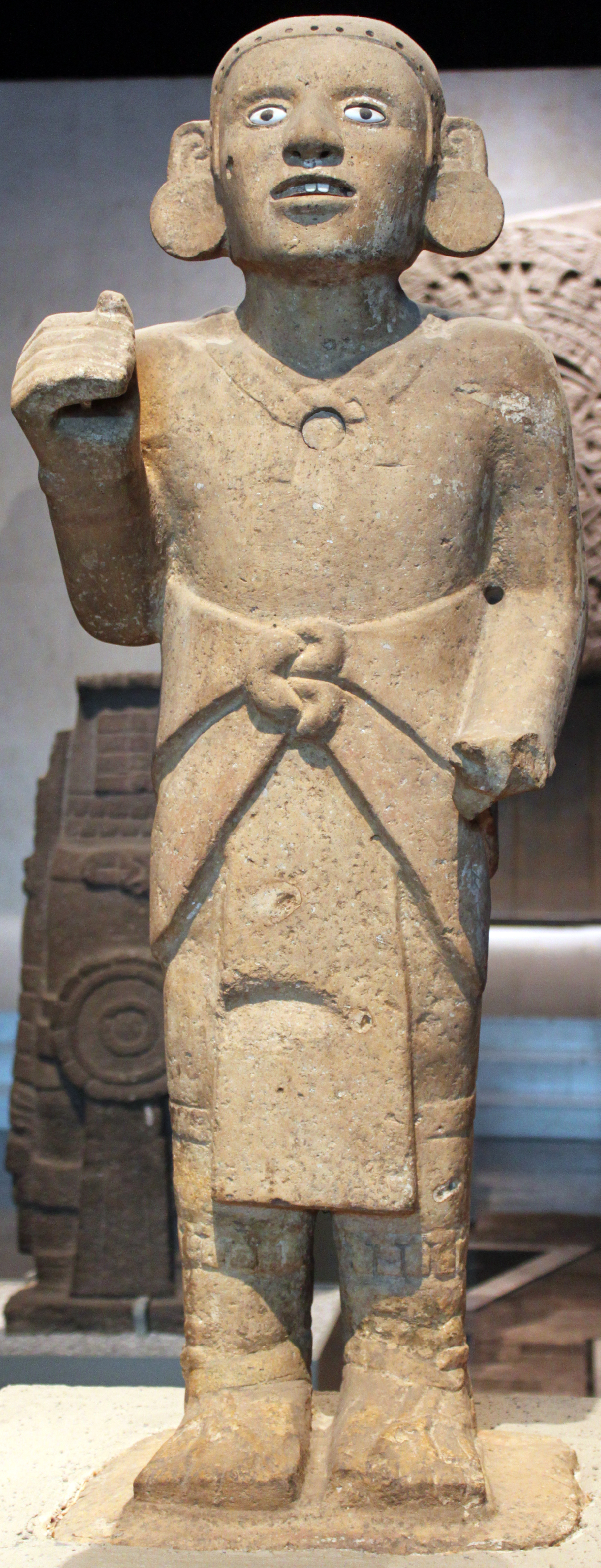
Statue des Xiuhtecuhtli im Nationalmuseum für Anthropologie (Mexiko)

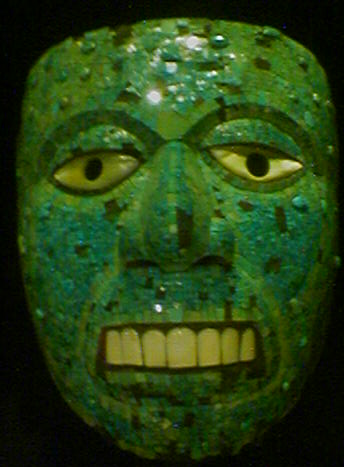
Xiuhtecuhtli als Maske
Britisches Museum

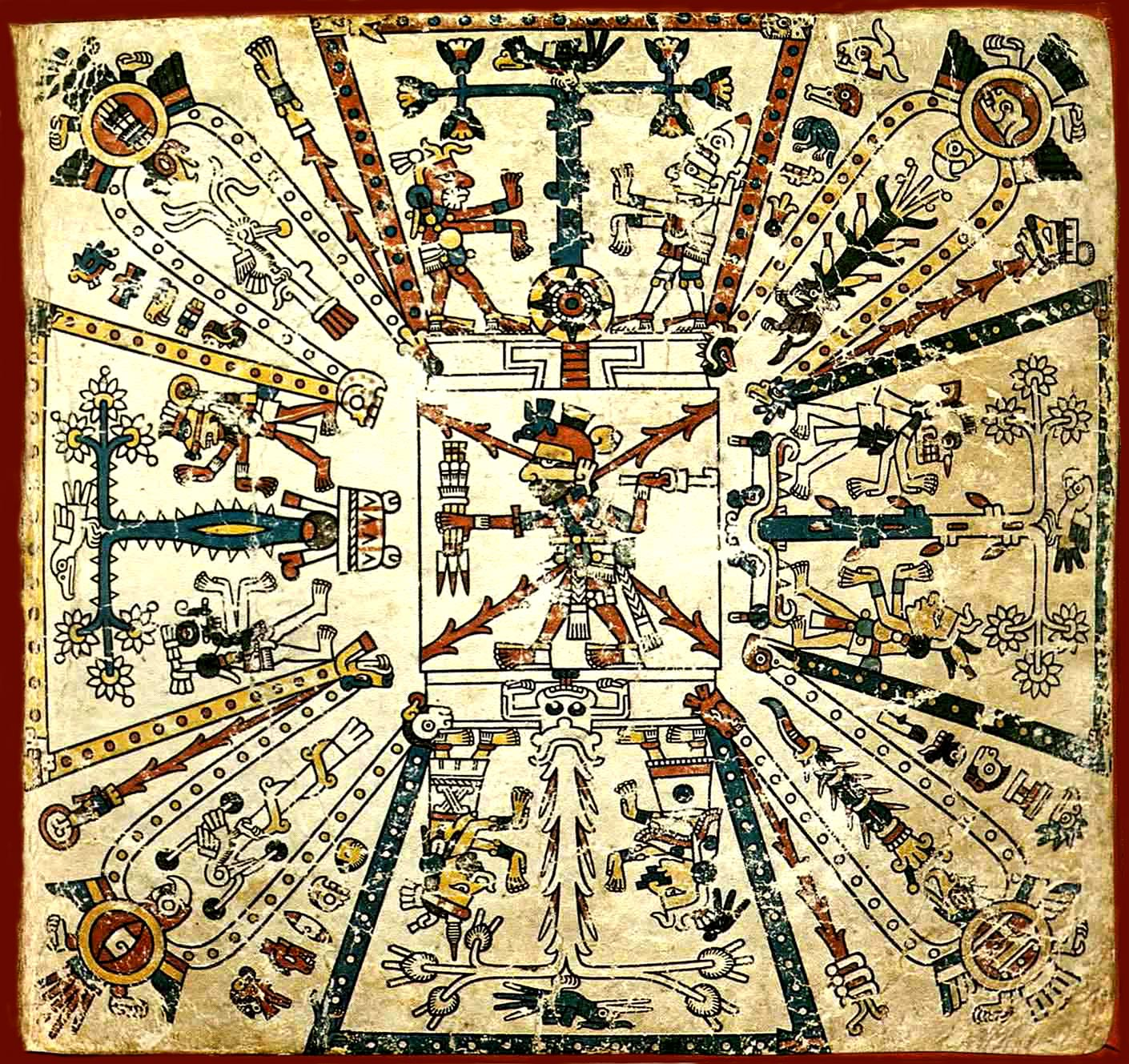
Xiuhtecuhtli
Codex Fejérváry-Mayer

Xiuhtecuhtli (Nahuatl: Der Herr des Türkises) war in der aztekischen Mythologie  der Gott des Feuers, der Wärme, des Lichtes in der Dunkelheit und der Nahrung in der Hungersnot. Zuweilen wurde er auch Ixcozauhqui genannt.

## Zuordnungen
Xiuhtecuhtli galt als Gatte Chalchiuhtlicues, die ihrerseits aber auch als Ehefrau Tlalocs genannt wurde. Zwischen ihm und Huehueteotl (Alter Gott), einer älteren Personifikation des Feuergottes, bestand eine enge Assoziation, sodass beide Götter mancherorts in einem Atemzug genannt werden. Während Huehueteotl jedoch als alt und gebrechlich dargestellt wird, erscheint Xiuhtecuhtli stark und jugendlich. Er gilt daher als Schutzpatron des Herrschertums. Im Codex Fejérváry-Mayer wird Xiuhtecuhtli als Mutter und Vater der Götter bezeichnet und der Mitte der Erde zugeordnet. Die erste Seite des Codex Fejérváry-Mayer zeigt Xiuhtecuhtli im Zentrum einer Darstellung eines 260-Tage-Zyklus, der im präkolumbianischen Mittelamerika als Kalender in Gebrauch war. Xiuhtecuhtli wird daher als Gott der Zeit angesehen. Das Bild zeigt Blutströme, die Xiuhtecuhtli entgegenfließen. Das Blut kommt aus den Ecken des Bildes und stammt aus dem abgetrennten Arm, Bein, Torso und Kopf Tezcatlipocas, was die Deutung nahelegt, dass Xiuhtecuhtli durch das Zerstreuen von dessen Körperteiles die vier Himmelsrichtungen schuf. Xiuhtecuhtli galt als Stellvertreter Ometecutlis auf Erden. Daher brannte in jedem aztekischen Haushalt ein Feuer, durch das eine Verbindung mit Ometecutli entstand. Andererseits galt der jeweilige Aztekenherrscher in Zeiten des Friedens als Stellvertreter Xiuhtecuhtlis.

## Bedeutung
Beinamen wie Motecucoma (Zorniger Herr), ueue teotl (alter Gott) und tota (Vater) deuten darauf hin, dass Xiuhtecuhtli im aztekischen Pantheon eine hochrangige Position zukam, was auf die henotheistische Komponente des aztekischen Polytheismus verweist. Bernardino de Sahagún schildert seinen Einfluss auf den aztekischen Alltag:
Der Herr des Türkises … und die heilige Flamme, so nennt man das Feuer, oder den alten Gott und unseren Vater. Er wurde als Gott angesehen, weil er die Leute verbrennt … die Felder verbrennt und in vielerlei Art wohltätig ist: man wärmt sich an ihm, kocht mit ihm … brennt sich mit ihm etwas trocken, brennt mit ihm Kohlen.